# 샹산구 (화이베이시)
샹산구(한국어: 상산구, 중국어: 相山区, 병음: Xiàngshān Qū)는 중화인민공화국 안후이성 화이베이 시의 현급 행정구역이다. 넓이는 83km2이고, 인구는 2007년 기준으로 400,000명이다.

## 행정 구역
7개 가도, 1개 진을 관할한다.
- 가도변사소: 相南街道, 相山东街道, 相山西街道, 三堤口街道, 东山街道, 刘桥街道, 任圩街道.
- 진: 渠沟镇.